# Hildebrandtiella cuspidans
Hildebrandtiella cuspidans là một loài rêu trong họ Pterobryaceae. Loài này được Besch. mô tả khoa học đầu tiên năm 1885.